# Anna Tunia
Anna Tunia (ur. 1975 w Stalowej Woli) – polska prawniczka, doktor habilitowany nauk prawnych, profesor nadzwyczajny Wydziału Prawa, Prawa Kanonicznego i Administracji Katolickiego Uniwersytetu Lubelskiego Jana Pawła II.

## Życiorys
Ukończyła studia prawnicze na Wydziale Prawa, Prawa Kanonicznego i Administracji KUL (WPPKiA KUL). W 2006 na macierzystym wydziale na podstawie napisanej pod kierunkiem Henryka Misztala rozprawy pt. Wyznaniowa forma zawarcia małżeństwa w prawie polskim nadano jej stopień doktora nauk prawnych w zakresie prawa. W 2007 podjęła pracę na Wydziale Zamiejscowym Prawa i Nauk o Społeczeństwie KUL w Stalowej Woli w Katedrze Prawa Międzynarodowego. 1 października 2010 została adiunktem na WPPKiA, początkowo w Katedrze Prawa Wykroczeń i Postępowań Dyscyplinarnych, następnie w Katedrze Prawa Technologii Informacyjnych i Komunikacyjnych. W 2015 uzyskała na tym Wydziale stopień doktora habilitowanego nauk prawnych w zakresie prawa. Została profesorem nadzwyczajnym KUL.
W działalności naukowej i dydaktycznej zajmuje się głównie prawem wyznaniowym, ale także prawem administracyjnym i prawem kanonicznym.

## Członkostwo w towarzystwach naukowych
- Polskie Towarzystwo Prawa Wyznaniowego – od 2008 członek zwyczajny, sekretarz Komisji rewizyjnej (2008–2012), członek zarządu II (2012–2016) i III kadencji (2016–2020)[4].
- Stowarzyszenie Kanonistów Polskich – od 2008 członek zwyczajny
- Stowarzyszenie Prawo na Drodze – od 2011 członek zwyczajny, sekretarz zarządu I kadencji (od 2012)[3]

## Wybrane publikacje

### Monografie
- Wyznaniowa forma zawarcia małżeństwa cywilnego (współautor A. Mezglewski), Warszawa 2007, s. 227, ISBN 978-83-7483-449-0.
- Recepcja prawa wewnętrznego związków wyznaniowych w prawie polskim, Wydawnictwo KUL, Lublin 2015, s. 397, ISBN 978-83-8061-044-6.

### Redakcje prac zbiorowych
- Przesłanki konieczne zawarcia małżeństwa. Próba systematyzacji zagadnienia w aspekcie wymogów formy religijnej, red. A. Tunia, Lublin 2011, s. 246, ISBN 837702282-6.
- Współdziałanie organów bezpieczeństwa i porządku publicznego w zakresie wykrywania wykroczeń i ścigania ich sprawców, red. I. Nowicka, A. Sadło-Nowak, A. Tunia, Wydawnictwo KUL, Lublin 2012, s. 347, ISBN 837702509-4.
- Standardy bezstronności światopoglądowej władz publicznych, red. A. Mezglewski, A. Tunia, Wydawnictwo KUL, Lublin 2013, s. 267, ISBN 978-83-7702-556-7 (Wyd. KUL) 978-83-928722-4-5 (PTPW).
- Prawne aspekty turystyki pielgrzymkowej, red. A. Tunia, Wydawnictwo KUL, Lublin 2014, s. 303, ISBN 978-83-7702-906-0[3]